# Angoseseli
Angoseseli (лат.) — олиготипный род двудольных растений семейства Зонтичные (Apiaceae). Выделен итальянским ботаником Эмилио Кьовендой в 1924 году.

## Систематика
В большинстве источников считается монотипным родом с единственным видом Angoseseli mossamedensis; однако ряд источников (в частности, «The Plant List») выделяют в составе рода до двух видов растений:
- Angoseseli mazzocchii-alamannii Chiov.
- Angoseseli mossamedensis (Welw. ex Hiern) C.Norman

Типовой вид — Angoseseli mazzocchii-alamannii.

## Распространение, общая характеристика
Род (по крайней мере, один из его видов) является эндемичным для Анголы.
Цветки с яйцевидно-ланцетными, скрученными на краях лепестками белого цвета. Плод цилиндрически-эллиптической формы, густо опушённый, с широкой створкой. Семена плоские.